# Bästa kvinnliga skådespelare vid filmfestivalen i Cannes
Bästa kvinnliga skådespelare (franska: Prix d'interprétation féminine) är ett av priserna i huvudtävlan vid filmfestivalen i Cannes. Det delades ut för första gången 1946. Fyra skådespelerskor har vunnit priset två gånger: Vanessa Redgrave (1966 och 1969), Isabelle Huppert (1978 och 2001), Helen Mirren (1984 och 1995) och Barbara Hershey (1987 och 1988).

## Vinnare

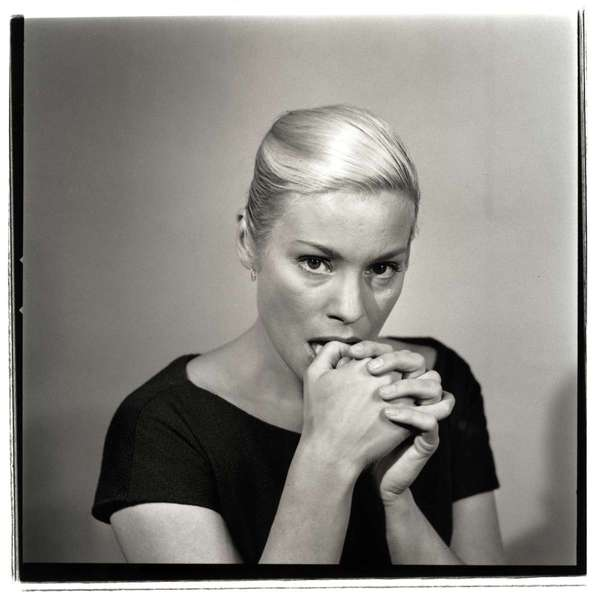
Ingrid Thulin, vinnare 1958

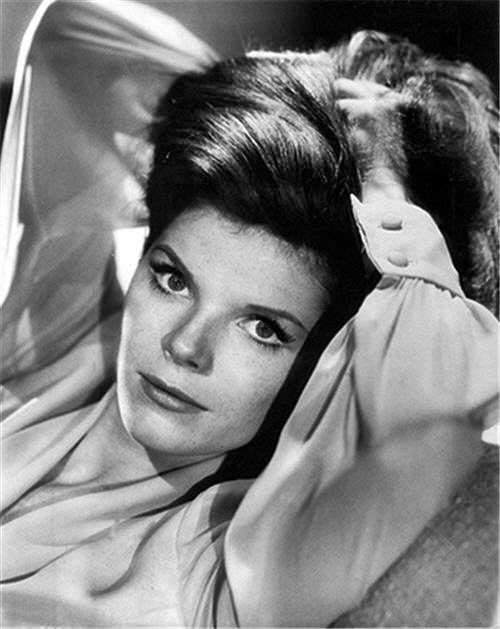
Samantha Eggar, vinnare 1965

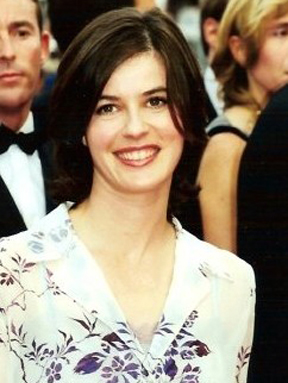
Irène Jacob, vinnare 1991

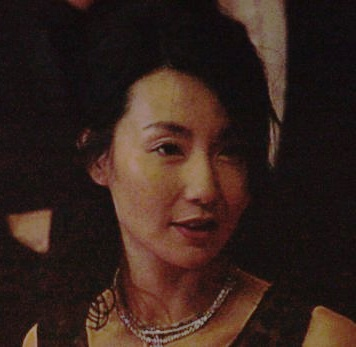
Maggie Cheung, vinnare 2004

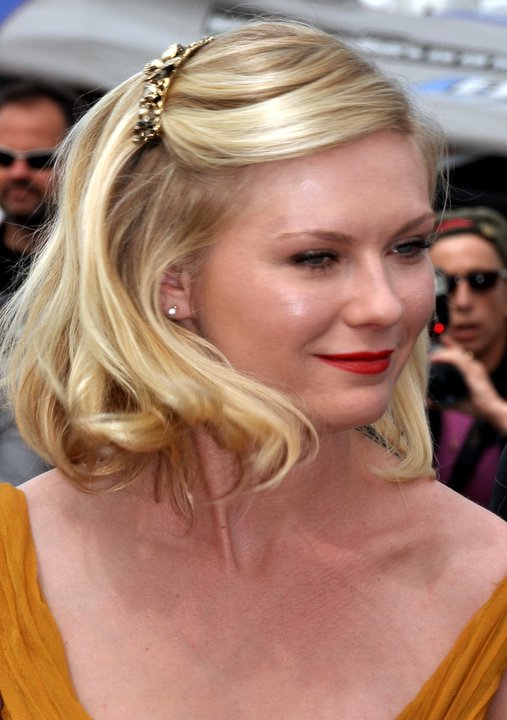
Kirsten Dunst, vinnare 2011

Följande har tilldelats priset:
| År   | Namn                      | Land                        | Svensk titel                        | Ursprungstitel                                        |
| ---- | ------------------------- | --------------------------- | ----------------------------------- | ----------------------------------------------------- |
| 1946 | Michèle Morgan            | Frankrike                   | Symphonie pastorale                 | La symphonie pastorale                                |
| 1949 | Isa Miranda               | Italien                     | Au-delà des grilles                 | Au-delà des grilles                                   |
| 1951 | Bette Davis               | Förenta staterna            | Allt om Eva                         | All About Eve                                         |
| 1952 | Lee Grant                 | Förenta staterna            | Polisstation 21                     | Detective Story                                       |
| 1953 | Shirley Booth             | Förenta staterna            | Kom tillbaka lilla Sheba            | Come Back, Little Sheba                               |
| 1955 | Hela ensemblen            | Sovjetunionen               | Большая семья, Bolsjaja sjemja      | Большая семья, Bolsjaja sjemja                        |
| 1956 | Susan Hayward             | Förenta staterna            | Jag gråter i morgon                 | I'll Cry Tomorrow                                     |
| 1957 | Giulietta Masina          | Italien                     | Cabirias nätter                     | Le notti di Cabiria                                   |
| 1958 | Bibi Andersson            | Sverige                     | Nära livet                          | Nära livet                                            |
| 1958 | Eva Dahlbeck              | Sverige                     | Nära livet                          | Nära livet                                            |
| 1958 | Barbro Hiort af Ornäs     | Sverige                     | Nära livet                          | Nära livet                                            |
| 1958 | Ingrid Thulin             | Sverige                     | Nära livet                          | Nära livet                                            |
| 1959 | Simone Signoret           | Frankrike                   | Plats på toppen                     | Room at the Top                                       |
| 1960 | Melina Mercouri           | Grekland                    | Aldrig på en söndag                 | Ποτέ Την Κυριακή, Pote tin Kyriak                     |
| 1960 | Jeanne Moreau             | Frankrike                   | Moderato cantabile                  | Moderato cantabile                                    |
| 1961 | Sophia Loren              | Italien                     | De två kvinnorna                    | La ciociara                                           |
| 1962 | Katharine Hepburn         | Förenta staterna            | Lång dags färd mot natt             | Long Day's Journey into Night                         |
| 1962 | Rita Tushingham           | England                     | En doft av honung                   | A Taste of Honey                                      |
| 1963 | Marina Vlady              | Förenta staterna            | Manslukerskan                       | L'Ape Regina                                          |
| 1964 | Anne Bancroft             | Förenta staterna            | Fjärde gången gillt                 | The Pumpkin Eater                                     |
| 1964 | Barbara Barrie            | Förenta staterna            | Fallet Julie                        | One Potato, Two Potato                                |
| 1965 | Samantha Eggar            | England                     | Samlaren                            | The Collector                                         |
| 1966 | Vanessa Redgrave          | England                     | Morgan – hur galen som helst        | Morgan: A Suitable Case for Treatment                 |
| 1967 | Pia Degermark             | Sverige                     | Elvira Madigan                      | Elvira Madigan                                        |
| 1969 | Vanessa Redgrave          | England                     | Isadora                             | Isadora                                               |
| 1970 | Ottavia Piccolo           | Italien                     | Metello                             | Metello                                               |
| 1971 | Kitty Winn                | Förenta staterna            | Panik i Needle Park                 | The Panic in Needle Park                              |
| 1972 | Susannah York             | England                     | Schizo – den kluvna verkligheten    | Images                                                |
| 1973 | Joanne Woodward           | Förenta staterna            | Gammastrålars effekt på ringblommor | The Effect of Gamma Rays on Man-in-the-Moon Marigolds |
| 1974 | Marie-José Nat            | Förenta staterna            | Michels barndom                     | Les violons du bal                                    |
| 1975 | Valerie Perrine           | Förenta staterna            | Lenny Bruce                         | Lenny                                                 |
| 1976 | Dominique Sanda           | Frankrike                   | L'eredità Ferramonti                | L'eredità Ferramonti                                  |
| 1976 | Mari Töröcsik             | Ungern                      | A löcsei fehér asszony              | A löcsei fehér asszony                                |
| 1977 | Shelley Duvall            | Förenta staterna            | 3 kvinnor                           | 3 Women                                               |
| 1977 | Monique Mercure           | Kanada                      | J.A. Martin photographe             | J.A. Martin photographe                               |
| 1978 | Jill Clayburgh            | Förenta staterna            | En fri kvinna                       | An Unmarried Woman                                    |
| 1978 | Isabelle Huppert          | Frankrike                   | Violette Nozière                    | Violette Nozière                                      |
| 1979 | Sally Field               | Förenta staterna            | Norma Rae                           | Norma Rae                                             |
| 1980 | Anouk Aimée               | Frankrike                   | Salto nel vuoto                     | Salto nel vuoto                                       |
| 1981 | Isabelle Adjani           | Frankrike                   | Kvartett                            | Quartet                                               |
| 1981 | Isabelle Adjani           | Frankrike                   | Possession                          |                                                       |
| 1982 | Jadwiga Jankowska-Cieślak | Polen                       | En kvinnas mod                      | Egymásra nézve                                        |
| 1983 | Hanna Schygulla           | Västtyskland                | Storia di Piera                     | Storia di Piera                                       |
| 1984 | Helen Mirren              | England                     | Cal                                 | Cal                                                   |
| 1985 | Norma Aleandro            | Argentina                   | De försvunnas barn                  | La historia oficial                                   |
| 1985 | Cher                      | Förenta staterna            | Mask                                | Mask                                                  |
| 1986 | Barbara Sukowa            | Västtyskland                | Rosa Luxemburg                      | Rosa Luxemburg                                        |
| 1986 | Fernanda Torres           | Brasilien                   | Eu sei que vou te amar              | Eu sei que vou te amar                                |
| 1987 | Barbara Hershey           | Förenta staterna            | Shy People                          | Shy People                                            |
| 1988 | Barbara Hershey           | Förenta staterna            | En annan värld                      | A World Apart                                         |
| 1988 | Jodhi May                 | England                     | En annan värld                      | A World Apart                                         |
| 1988 | Linda Mvusi               | Sydafrika                   | En annan värld                      | A World Apart                                         |
| 1989 | Meryl Streep              | Förenta staterna            | Ett skrik i mörkret                 | A Cry in the Dark                                     |
| 1990 | Krystyna Janda            | Polen                       | Förhöret                            | Przesłuchanie                                         |
| 1991 | Irène Jacob               | Schweiz                     | Veronikas dubbelliv                 | La double vie de Véronique                            |
| 1992 | Pernilla August           | Sverige                     | Den goda viljan                     | Den goda viljan                                       |
| 1993 | Holly Hunter              | Förenta staterna            | Pianot                              | The Piano                                             |
| 1994 | Virna Lisi                | Italien                     | Drottning Margot                    | La Reine Margot                                       |
| 1995 | Helen Mirren              | England                     | Den galne kung George               | The Madness of King George                            |
| 1996 | Brenda Blethyn            | England                     | Hemligheter & lögner                | Secrets & Lies                                        |
| 1997 | Kathy Burke               | England                     | Nil by Mouth                        | Nil by Mouth                                          |
| 1998 | Élodie Bouchez            | Frankrike                   | Änglars drömliv                     | La vie rêvée des anges                                |
| 1998 | Natacha Régnier           | Belgien                     | Änglars drömliv                     | La vie rêvée des anges                                |
| 1999 | Séverine Caneele          | Belgien                     | Mänsklighet                         | Humanité                                              |
| 1999 | Émilie Dequenne           | Belgien                     | Rosetta                             | Rosetta                                               |
| 2000 | Björk                     | Island                      | Dancer in the Dark                  | Dancer in the Dark                                    |
| 2001 | Isabelle Huppert          | Frankrike                   | Pianisten                           | La pianiste                                           |
| 2002 | Kati Outinen              | Finland                     | Mannen utan minne                   | Mies vailla menneisyyttä                              |
| 2003 | Marie-Josée Croze         | Kanada                      | De barbariska invasionerna          | Les invasions barbares                                |
| 2004 | Maggie Cheung             | Hongkong                    | Clean                               | Clean                                                 |
| 2005 | Hanna Laslo               | Israel                      | Free Zone                           | Free Zone                                             |
| 2006 | Penélope Cruz             | Spanien                     | Att återvända                       | Volver                                                |
| 2006 | Carmen Maura              | Spanien                     | Att återvända                       | Volver                                                |
| 2006 | Lola Dueñas               | Spanien                     | Att återvända                       | Volver                                                |
| 2006 | Chus Lampreave            | Spanien                     | Att återvända                       | Volver                                                |
| 2006 | Blanca Portillo           | Spanien                     | Att återvända                       | Volver                                                |
| 2006 | Yohana Cobo               | Spanien                     | Att återvända                       | Volver                                                |
| 2007 | Jeon Do-yeon              | Sydkorea                    | Milyang                             | Milyang                                               |
| 2008 | Sandra Corveloni          | Brasilien                   | Linha de Passe                      | Linha de Passe                                        |
| 2009 | Charlotte Gainsbourg      | Frankrike                   | Antichrist                          | Antichrist                                            |
| 2010 | Juliette Binoche          | Frankrike                   | Möte i Toscana                      | Copie conforme                                        |
| 2011 | Kirsten Dunst             | Förenta staterna            | Melancholia                         | Melancholia                                           |
| 2012 | Cristina Flutur           | Rumänien                    | Bortom bergen                       | După dealuri                                          |
| 2012 | Cosmina Stratan           | Rumänien                    | Bortom bergen                       | După dealuri                                          |
| 2013 | Bérénice Bejo             | Argentina och Frankrike     | Le Passé                            | Le Passé                                              |
| 2014 | Julianne Moore            | Förenta staterna            | Maps to the Stars                   | Maps to the Stars                                     |
| 2015 | Rooney Mara               | Förenta staterna            | Carol                               | Carol                                                 |
| 2015 | Emmanuelle Bercot         | Frankrike                   | Förförd                             | Mon roi                                               |
| 2017 | Diane Kruger              | Tyskland                    | Utan nåd                            | Aus dem Nichts                                        |
| 2018 | Samal Jesljamova          | Kazakstan                   | Ajka                                | Ajka                                                  |
| 2019 | Emily Beecham             | England/USA                 | Little Joe                          | Little Joe                                            |
| 2021 | Renate Reinsve            | Norge                       | Världens värsta människa            | Verdens verste menneske                               |
| 2022 | Zar Amir Ebrahimi         | Iran/Frankrike              | Holy Spider                         | عنکبوت مقدس                                           |
| 2023 | Merve Dizdar              | Turkiet                     | About Dry Grasses                   | Kuru Otlar Üstüne                                     |
| 2024 | Karla Sofía Gascón        | Spanien                     | Emilia Pérez                        | Emilia Pérez                                          |
| 2024 | Selena Gomez              | Usa                         | Emilia Pérez                        | Emilia Pérez                                          |
| 2024 | Adriana Paz               | Mexiko                      | Emilia Pérez                        | Emilia Pérez                                          |
| 2024 | Zoe Saldaña               | USA/Dominikanska Republiken | Emilia Pérez                        | Emilia Pérez                                          |